# Хрестова сага
Хрестова сага — один з об'єктів природно-заповідного фонду Херсонської області, ботанічний заказник місцевого значення із загальною площею 30 га. Створений у 1983 році.
Заказник «Хрестова сага» розташований в урочищі Саги в Голопристанському районі на узбережжі Ягорлицької затоки. На території природно-заповідного зростають представники трав'янистих рослин родини орхідних — плодоріжка розмальована, болотна та блощична, рідкісні види, які внесені до Червоної книги України. Під охороню знаходяться місця гніздування та перебування птахів. Прослідковується збільшення чисельності диких кабанів, які знищують підземні частини орхідних рослин, зменшуючи потенціал розмноження цих видів.